# El Pájaro
El Pájaro är en ort i Mexiko.   Den ligger i kommunen Ocampo och delstaten Guanajuato, i den centrala delen av landet, 300 km nordväst om huvudstaden Mexico City. El Pájaro ligger 2 219 meter över havet och antalet invånare är 193.
Terrängen runt El Pájaro är huvudsakligen platt, men österut är den kuperad. Terrängen runt El Pájaro sluttar västerut. Runt El Pájaro är det ganska glesbefolkat, med 31 invånare per kvadratkilometer. Närmaste större samhälle är Ocampo, 8,8 km nordväst om El Pájaro. Omgivningarna runt El Pájaro är i huvudsak ett öppet busklandskap.